# Atidografia
A atidografia dedica-se ao estudo do território que ficou conhecido como Ática e tem sua narrativa escrita na forma de crônicas. Os primeiros fragmentos desse gênero de escrita histórico remontam ao século V a.C. A estrutura da narrativa atidográfica organiza-se em torno dos arcontes - título dado aos membros de uma assembleia de nobres da Atenas antiga - e suas progressões genealógicas. O arcontado hereditário e vitalício surgiu com Medonte, filho do rei Codro, e terminou com Alcmeão, filho de Ésquimo. Remontando as origens míticas da Ática, a atidografia usava as tradições orais com a finalidade de fornecer uma base pseudo-histórica para as práticas religiosas, jurídicas, sociais e administrativas de Atenas.

## Atidografia como gênero histórico
Embasadas em tradições orais, essa narrativa pan-helenística tinha como elementos principais o mapeamento das origens dos nomes dos lugares e dos fenômenos topográficos; das famílias e de suas genealogias; dos cultos, dos festivais e dos lugares religiosos; das instituições políticas, jurídicas e administrativas da Ática. Além disso, a atidografia como gênero histórico, também abordava as origens de provérbios e histórias tradicionais como forma de definir com precisão detalhes sobre eventos contemporâneos ou passados. Ao narrar a história local da Ática, estes historiadores transformaram as tradições orais e escritas em narrativas históricas, construindo materialmente as histórias sagradas e profanas desta comunidade, traçando a origem e importância das maiores famílias da aristocracia.

## Atidógrafos
Os atidógrafos eram historiadores que narraram a história local da Ática. Escreveram desde o final do século V a.C. até meados do século III a.C. Desses autores possuímos apenas fragmentos (cerca de 300 no total), que podem ser consultados, em inglês, no livro The Story of Athens  de Phillip Harding. Alguns atidografos que se tem conhecimento são citados em pequenos fragmentos de textos da antiga Grécia, entre os quais estão Helânico, Éforo, Teopompo, Clidemo, Androcião, Fanodemo, Melantio,  Demon e Filocoro. Enquanto Helânico é considerado pelos estudiosos como fundador da atidografia, Filocoro é tido como o último atidógrafo. Filocoro escreveu uma obra em 17 volumes, interrompida por sua morte, termina com a narrativa da derrota de várias cidades-estado gregas na guerra cremonidiana, em 261 a.C, que buscava retornar a independência pós conquista macedônica. A grande maioria das obras dos atidográfos não chegou até nós, possuímos apenas excertos e paráfrases que podem ser encontrados nos livros de Plutarco, em estudos lexicográficos ou em comentários de eruditos às obras de Aristófanes e alguns oradores. Também tivemos conhecimento de alguns atidógrafos através de filósofos antigos, como é o caso de Aristóteles que usa dos atidógrafos, em especial Androcião, em sua Constituição de Atenas. Entre meados do século IV e no final do século III. a.C. houve o auge da produção historiográfica com Androcião, Filocoro, Clidemo, Demone, Fanodemo e outros, restando fragmentos de Androcião, Filocoro, e Helânico.
- Helânico (490 a.C. – 400 a.C.) foi um historiador grego nascido em Lesbos e que viveu no século V a.C. São-lhe atribuídas cerca de trinta obras, que representam um avanço no desenvolvimento da historiografia. Foi o autor do primeiro Atis, crônicas de lendas e tradições da Ática.
- Androcião (410 a. C. – 340 a. C.) foi um orador e atidógrafo grego, e uma das lideranças políticas de seu tempo, foi discípulo de Isócrates. É dito que Androcião foi mandado para o exílio em Mégara, e de ter composto um Atis em oito livros, anais de Ática desde os primeiros anos até sua época.
- Éforo (405 a.C. – 330 a.C.) foi um historiador grego nascido em Cime, na Eólida, Ásia Menor. O fruto de seus trabalhos foi um conjunto de 29 livros, sua História Universal. A obra, editada por seu filho Demófilo - que adicionou um trigésimo livro - continha uma descrição sumária das Guerras Sacras, além de outras narrativas desde os dias dos heraclidas à conquista de Perinto em 340 a.C. por Filipe da Macedônia, cobrindo um espaço de tempo de mais de setecentos anos. De acordo com Políbio, Éforo foi o primeiro historiador a compilar uma história universal.
- Teopompo (378 a.C. – 323 a.C.), foi um historiador e retórico da Grécia Antiga. Suas obras têm como características o aprofundamento psicológico de seus personagens. Dentre as suas obras destacam-se, Histórias Helênicas, a continuação do relato de Tucídides e as Filípicas.
- Clidemo ou Clitademo foi um historiador e escritor ateniense do final do século V a.C. e princípios do século IV a.C. Das suas obras, das quais unicamente se conhecem os títulos, a mais importante é Atthis, uma recompilação de lendas e tradições da Ática, muito estimada na sua época por ser a primeira no seu gênero. Dois outros textos, a Protogônia, sobre a antiguidade ática, e os Nostoi parecem ter sido parte de Atthis.
- Filocoro (340 a.C. – 261 a.C.) escritor ateniense, autor de obras sobre lendas antigas e histórias da Grécia Antiga.

## Ligações Externas
- https://books.google.com.br/books?id=CI5JK3svVSoC&pg=PA36&lpg=PA36&dq=atid%C3%B3grafos&source=bl&ots=NfAwot1O0G&sig=Q6LOlJl4yGO04PxbqKKrmQ0aRZg&hl=pt-BR&sa=X&ved=0ahUKEwiUlMKAq8DJAhWCkpAKHRWPB-0Q6AEIQTAF#v=onepage&q=atid%C3%B3grafos&f=false
- http://www.athensattica.gr/en/
- http://www.mcnbiografias.com/app-bio/do/show?key=eforo-de-cime
- https://books.google.com.br/books?id=pzKoCgAAQBAJ&pg=PT269&lpg=PT269&dq=Andr%C3%B3cion&source=bl&ots=jc5MFzvG2U&sig=hFisNPuyzUrVUd4rVMwmZvCgy88&hl=pt-BR&sa=X&ved=0ahUKEwj_v-qatsDJAhWJH5AKHVpFCfYQ6AEIPzAH#v=onepage&q=Andr%C3%B3cion&f=false
- http://samples.sainsburysebooks.co.uk/9781134304479_sample_515556.pdf
- http://www.treccani.it/enciclopedia/attidografi